# Sibbo gymnasium
Sibbo gymnasium är ett finlandssvenskt gymnasium i Sibbo, grundad 1975, med årligen cirka 150 elever.